# Шисин
Шиси́н (кит. упр. 始兴, пиньинь Shǐxīng) — уезд городского округа Шаогуань провинции Гуандун (КНР).

## История
Уезд был создан в эпоху Троецарствия в 263 году, когда эти места находились в составе государства У.
В 1950 году был образован Специальный район Бэйцзян (北江专区), и уезд вошёл в его состав. В 1952 году Специальный район Бэйцзян был расформирован, и был образован Административный район Юэбэй (粤北行政区). В конце 1955 года было принято решение о расформировании Административного района Юэбэй, и в 1956 году был создан Специальный район Шаогуань (韶关专区). В декабре 1958 года уезд Шисин был присоединён к уезду Наньсюн, но уже в октябре 1960 года он был вновь выделен в отдельный уезд. В 1970 году Специальный район Шаогуань был переименован в Округ Шаогуань (韶关地区). В 1983 году округ Шаогуань был преобразован в городской округ.

## Административное деление
Уезд делится на 9 посёлков и 1 национальную волость.